# Municipio de Lafayette (Kansas)
El municipio de Lafayette (en inglés, Lafayette Township) es un municipio del condado de Chautauqua, Kansas, Estados Unidos. Tiene una población estimada, a mediados de 2022, de 41 habitantes.
Abarca una zona exclusivamente rural.

## Geografía
Está ubicado en las coordenadas 37°13′55″N 96°09′34″O / 37.23194, -96.15944 (37.232013, -96.159409). Según la Oficina del Censo de los Estados Unidos, tiene una superficie total de 155.89 km², de los cuales 153.39 km² corresponden a tierra firme y 2.50 km² están cubiertos de agua.

## Demografía
Según el censo de 2020, en ese momento había 27 personas residiendo en la zona. La densidad de población era de 0.18 hab./km². El 88.89 % de los habitantes eran blancos, el 7.41 % eran amerindios y el 3.70 % era de una mezcla de razas. No había hispanos o latinos viviendo en la región.